# Hiroyuki Owaku
Hiroyuki Owaku (大和久宏之 Ōwaku Hiroyuki?)  es un escritor y programador japonés nacido en 1975, conocido por su trabajo con Team Silent en la serie de videojuegos Silent Hill.

## Carrera
Owaku trabajó por primera vez en el juego de terror de supervivencia Silent Hill como programador de eventos y enemigos. Después del éxito del juego, Team Silent trabajó en secuelas, directas e indirectas, y Owaku trabajó constantemente como guionista. Fue programador de drama para Silent Hill 2 y se le atribuye el mérito de ser guionista. También escribió el guion de Silent Hill 3, una continuación directa del primer juego.
El Team Silent fue disuelto por Konami después del lanzamiento de Silent Hill 4: The Room. El director Suguru Murakoshi se hizo cargo del guion del juego, y Owaku recibió un «agradecimiento especial» por componer la letra de las canciones «Tender Sugar», «Cradle of Forest», «Your Rain», «Room of Angel» y «Waiting for You», siendo esta última presente en Karaoke Revolution Volumen 3, por el que también recibe crédito.
Desde entonces, desarrolladores ajenos a Konami se han hecho cargo de la serie. Owaku y su compañero artista del Team Silent, Masahiro Ito, respectivamente, hicieron el guion y el arte de Silent Hill: Cage of Cradle, un manga digital de 2006 publicado por Konami, disponible para descargar en teléfonos móviles y disponible solo en Japón. Este recibió la secuela de Silent Hill: Double Under Dusk de 2007. Owaku también recibió crédito con otro «agradecimiento especial» en Silent Hill: Origins. Eso convierte a Owaku en la segunda persona que más contribuyó a los juegos de la serie Silent Hill, solo detrás del compositor Akira Yamaoka, quien participó en el desarrollo de todos los juegos hasta Silent Hill: Shattered Memories.

### Videojuegos
| Título                  | Fecha de lanzamiento | Ocupación |
| ----------------------- | -------------------- | --- |
| Silent Hill             | 1999                 | Programador de eventos, programador de enemigos                                                                |
| Silent Hill 2           | 2001                 | Programador de drama, guionista                                                                                |
| Silent Hill 3           | 2003                 | Guionista |
| Silent Hill 4: The Room | 2004                 | Letrista de las canciones «Tender Sugar», «Cradle of Forest», «Your Rain», «Room of Angel» y «Waiting for You» |

### Mangas
| Título                         | Fecha de lanzamiento | Ocupación |
| ------------------------------ | -------------------- | --------- |
| Silent Hill: Cage of Cradle    | 2006                 | Escritor  |
| Silent Hill: Double Under Dusk | 2007                 | Escritor  |